# Zengzi
Zengzi (ur. 505 p.n.e., zm. 435 p.n.e.) – wczesny uczony konfucjański.
Podobnie jak Konfucjusz, którego był bezpośrednim uczniem, pochodził z państwa Lu.  Należał do grupy pięciu uczniów, którzy przekazali nauki Konfucjusza następnym generacjom (inni to Ziyu, Zizhang, Zixia i Yuzi). Wszyscy ci uczniowie są określani mianem zi (子), czyli „mistrz”, co ukazuje szacunek, jakim ich otaczano, ale fakt, że Zengzi jest zawsze określany w ten sposób, może zaznaczać jego wyższy jeszcze status. Jego wypowiedzi i czyny są często cytowane w księgach Xunzi i Mencjusza, a także w Dialogach konfucjańskich. Wspominają o nim Liji i Taitai Liji.
Był najmłodszym uczniem Konfucjusza. Przypisuje mu się autorstwo Wielkiej Nauki, w której porusza między innymi zagadnienia związane z wywieraniem wpływu moralnego na otoczenie. Część badaczy przypisuje mu także zestawienie Dialogów konfucjańskich. 
Znany jest z rozwinięcia koncepcji zhong („lojalności”) i shu („dobroci”), jaką miały zachowywać wedle siebie podporządkowana i nadrzędna osoba w hierarchii społecznej. W swoich wypowiedziach przejawiał wielką troskę o dobrobyt innych. Stąd też wiązany jest  z wypracowaniem koncepcji xiao (nabożności synowskiej). Miał opracować  Księgę nabożności synowskiej, bardzo popularną u schyłku cesarstwa.
Jego uczniem był między innymi Zisi.